# Муцио Сфорца
Муцио Атендоло Сфорца (итал. Muzio Attendolo Sforza, 8. маја 1369 - 4. јануара 1424) био је истакнути италијански кондотијер. Због снаге и храбрости добио је надимак Сфорца (Силни). Иако плебејац, оснивач је једне од најмоћнијих италијанских феудалних кућа 15. и 16. века.

## Живот и рад
Као кондотијер, Муцио је стекао славу борећи се у служби феудалаца Фераре, Перуђе и Милана. Затим се борио на страни Пизе против Ђенове. Најзад, победио је 19. маја 1411. краља Ладислава Напуљског код Рокасеке (итал. Roccasecca), али је наредне године прешао у његову службу и добио положај великог конетабла. Уз папу Мартина V прешао је на страну Анжујаца у борби за освајање Напуљске краљевине, али је касније помагао напуљској краљици да протера Арагонце, при чему се удавио у реци Пескари. Био је отац Франческа Сфорце, који је постао војвода Милана (1449—1466).